# Lust for Life (album d'Iggy Pop)
Pour les articles homonymes, voir Lust for Life.
Ne doit pas être confondu avec Lust for Life (album de Lana Del Rey).
Albums de Iggy Pop
The Idiot
(1977) Kill City
(1977)
Lust for Life est le deuxième album d'Iggy Pop, sorti en 1977. Il s'agit de sa deuxième collaboration avec David Bowie après The Idiot, sorti plus tôt la même année. Il connut un succès critique aussi bien que commercial. Deux titres seront repris par David Bowie sur son album Tonight : Tonight (avec Tina Turner) et Neighborhood Threat.
À noter : la présence de Ricky Gardiner, le guitariste et fondateur du groupe Beggars Opera.
L'album est cité dans l'ouvrage de référence de Robert Dimery Les 1001 albums qu'il faut avoir écoutés dans sa vie et dans un bon nombre d'autres listes.

## Titres
| No | Titre                | Auteur                             | Durée |
| -- | -------------------- | ---------------------------------- | ----- |
| 1. | Lust for Life        | Pop, Bowie                         | 5:13  |
| 2. | Sixteen              | Pop                                | 2:26  |
| 3. | Some Weird Sin (en)  | Pop, Bowie                         | 3:42  |
| 4. | The Passenger        | Pop, Gardiner                      | 4:44  |
| 5. | Tonight              | Pop, Bowie                         | 3:39  |
| 6. | Success              | Pop, Bowie, Gardiner               | 4:25  |
| 7. | Turn Blue            | Pop, Lacey, Bowie, Peace           | 6:56  |
| 8. | Neighborhood Threat  | Pop, Bowie, Gardiner               | 3:25  |
| 9. | Fall in Love with Me | Pop, Bowie, Hunt Sales, Tony Sales | 6:30  |

## Musiciens
- Iggy Pop : chant
- David Bowie : piano, claviers, chœurs
- Carlos Alomar : guitare, chœurs
- Ricky Gardiner : guitare, chœurs
- Tony Sales : basse, chœurs
- Hunt Sales : batterie, chœurs